# ソルタムM71 155mm榴弾砲

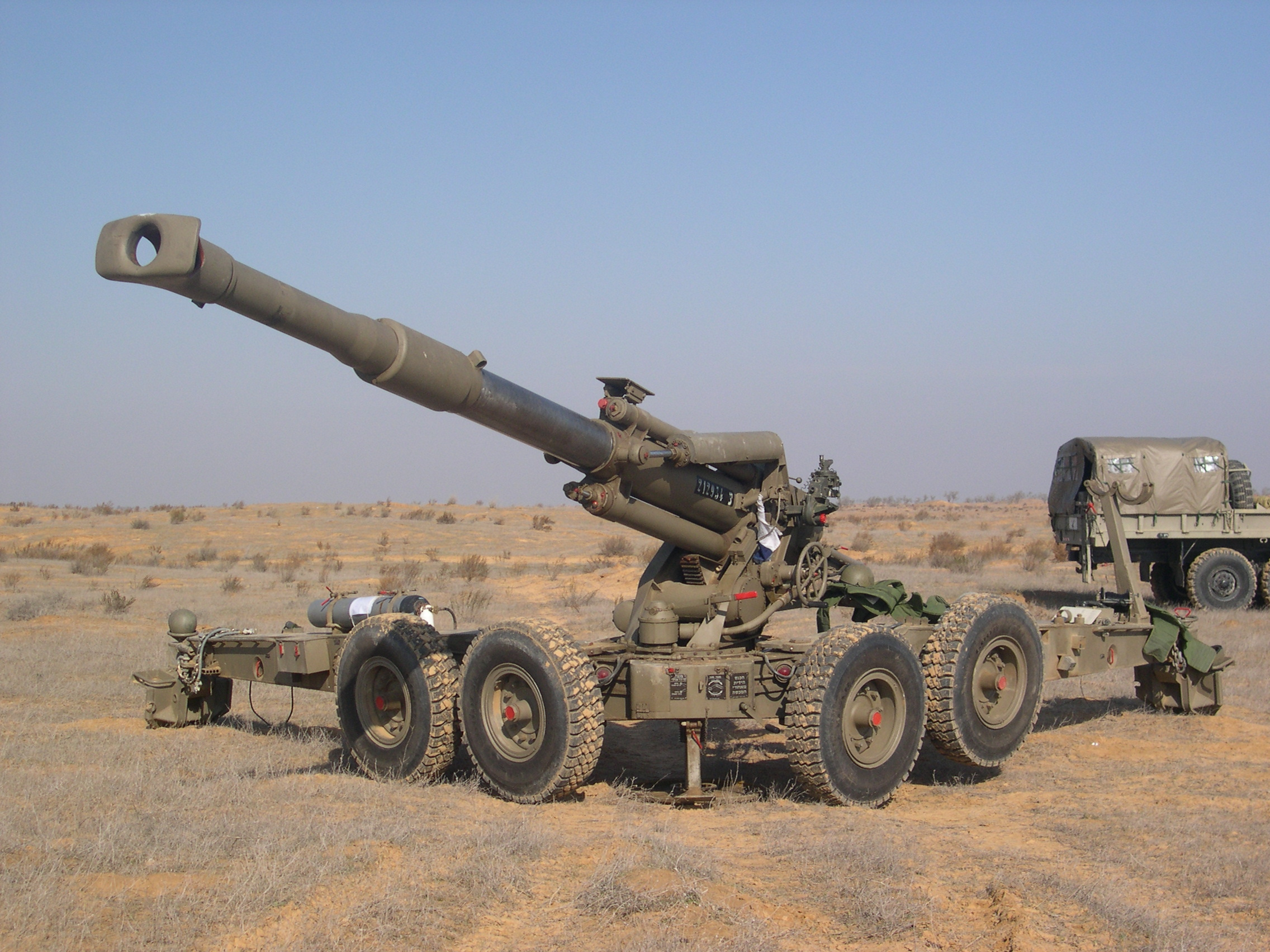
ソルタムM71 155mm榴弾砲

ソルタムM71 155mm榴弾砲は、イスラエルのソルタム・システムズ社によって開発された155mm榴弾砲である。

## 概要
ソルタムM71は、M68の強化発展型として設計されたもので、砲身の延長による射程の延伸などが図られている。
この砲はイスラエル国防軍、チリ海兵隊、シンガポール陸軍、タイ王国陸軍、南アフリカ陸軍が採用したほか、イランもデッドコピーを製造している。スロベニア軍では"TN-90"の名称で使用されている。
また、ソルタム・システムズはM71を搭載した自走砲システムとしてソルタムM72 155mm自走榴弾砲を開発しイスラエル軍や輸出市場に売り込みを行ったが、こちらは採用国は現れなかった。
1980年代にはメルカバMk.Iの車体にM71の改良型に相当する52口径155mm榴弾砲を搭載したショレフ 155mm自走榴弾砲が開発されたがこちらもイスラエル軍には採用されず、試作に終っている。

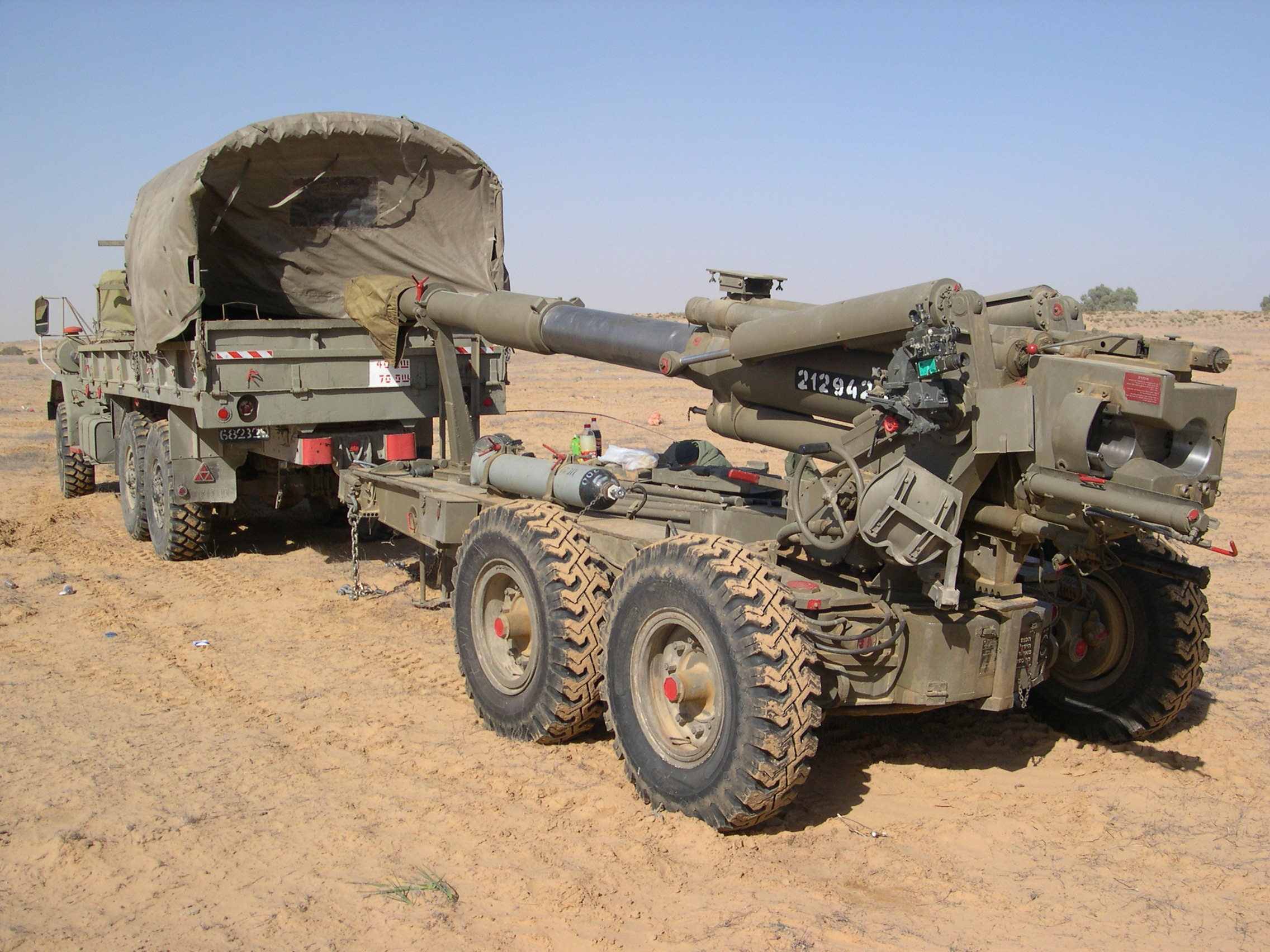
M809 5tトラックにより牽引されるイスラエル軍のソルタムM71 155mm榴弾砲
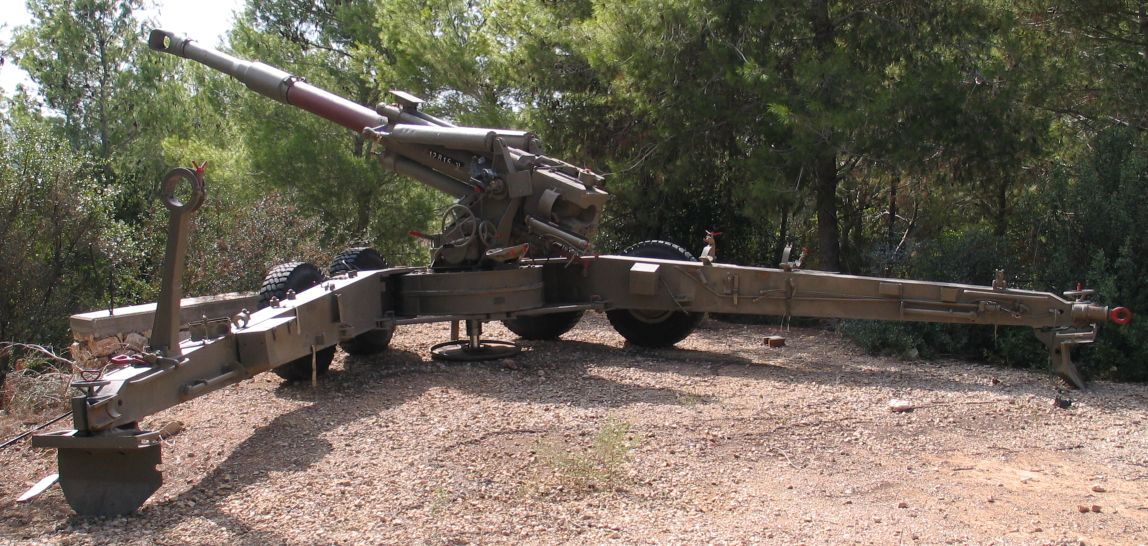
イスラエル砲兵隊博物館に展示されているソルタムM71 155mm榴弾砲
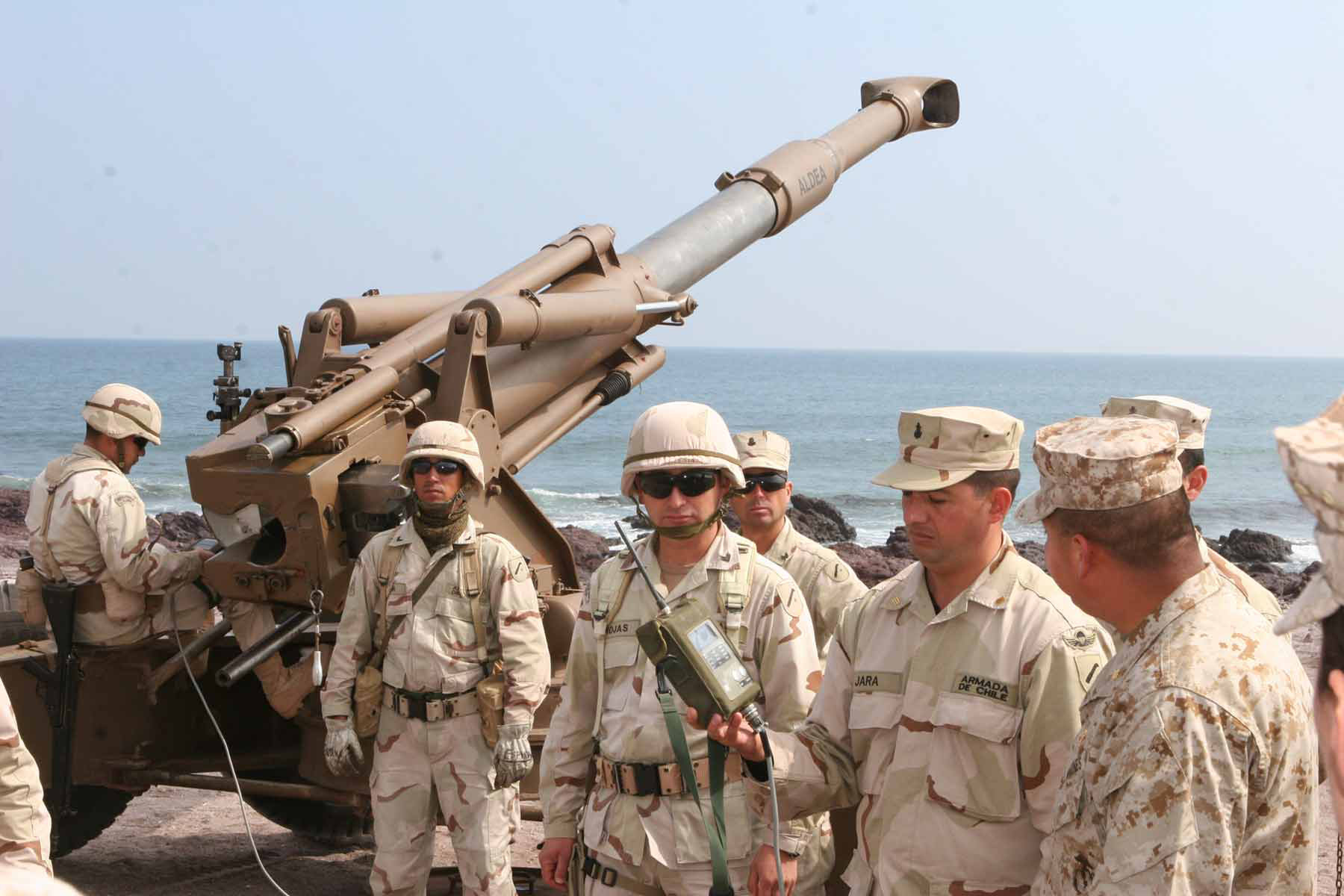
チリ海兵隊のソルタムM71 155mm榴弾砲

## スペック
- 口径：155mm
- 全長：m
- 全幅：m
- 重量：9,200kg
- 砲身長：6045mm（39口径）
- 仰俯角：-5°~+75°
- 左右旋回角：左右45°ずつ
- 運用要員：8名
- 発射速度：発/分（最大）、発/分（連続射撃時）
- 射程：23,500m（標準榴弾）/m（ロケット補助推進弾）

## 使用国
- イスラエル
- チリ

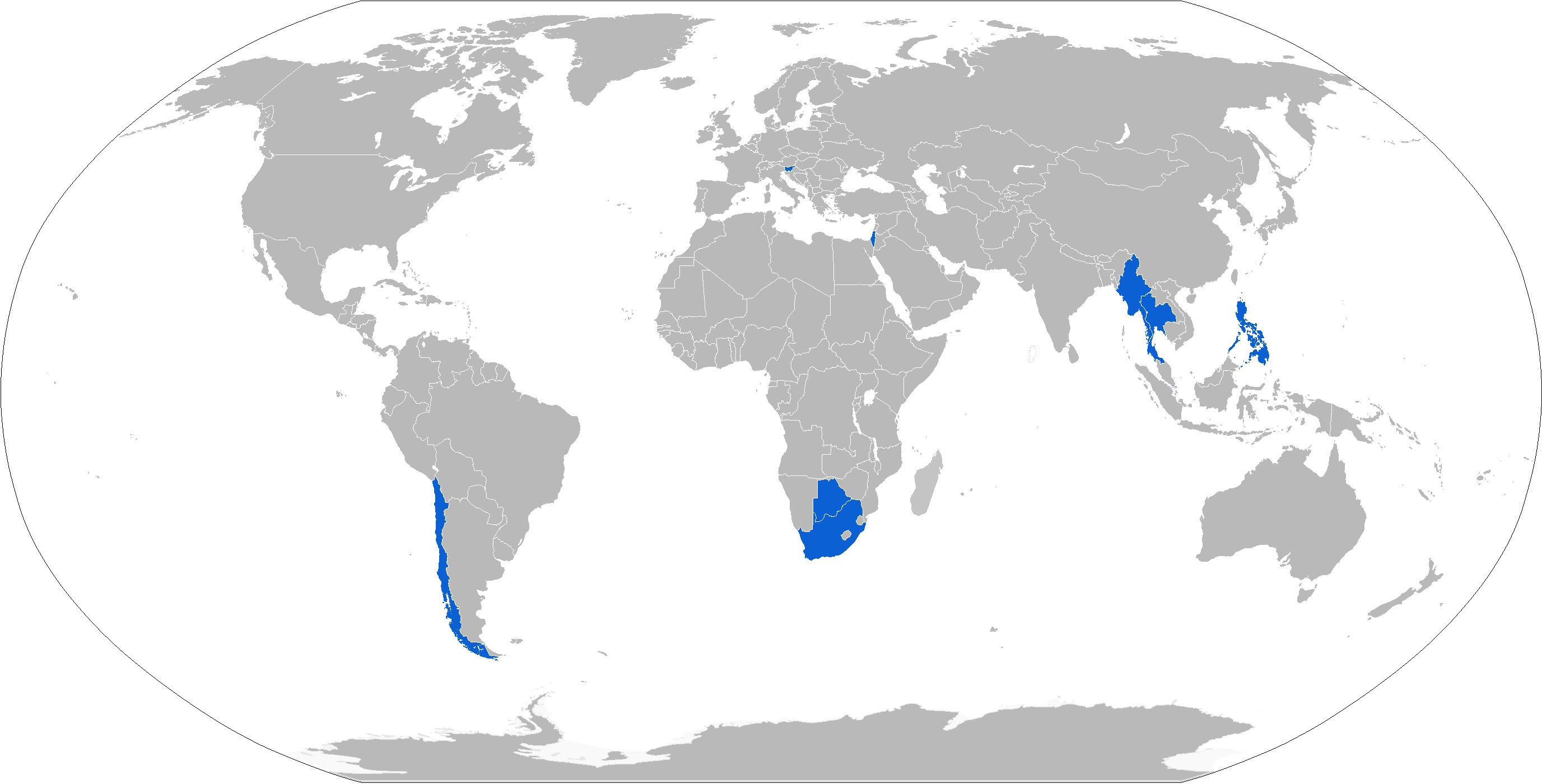
ソルタムM71 採用国

- シンガポール - "M-71S" として導入。
- 南アフリカ - 32門導入。[2]
- タイ
- スロベニア - "TN-90" として導入。
- ミャンマー
- フィリピン
- ボツワナ